# Бајага и Инструктори
Бајага и Инструктори — це югославський та сербський мультижанровий рок-гурт з Белграду. Колектив створювався, як сайд-проект гітариста популярного белградського рок-гурту Рибља Чорба Момчіли Баягіча.
Бајага и Инструктори володіють багатою дискографією і встигли випустити безліч хітів, завдяки яким вони є у «елітній» частині колишньої югославської рок-сцени, поряд з такими відомими колективами, як Bijelo Dugme і Riblja Corba.

## Історія
Група створена композитором, автором-виконавцем і гітаристом Момчіло Баягічем (серб. Момчило Бајагић) на прізвисько Баяга (серб. Бајага) в 1984 році у Белграді, який тоді був столицею Соціалістичної Федеративної Республіки Югославії. З 1979 по 1984 рік Баяга грав у рок-групі Рибльа Чорба (укр. Рибний суп) де був автором музики і текстів до деяких їхніх пісень.

## Склад
Поточний склад
- Момчіло «Баяга» Баягіч (серб. Момчило Бајагић Бајага) — вокал, гітара
- Жика Міленкович (серб. Жика Миленковић) — гітара
- Саша Локнер (серб. Саша Локнер) — клавішні
- Мірослав Цветкович (серб. Мирослав Цветковић) — бас
- Чеда Мачура (серб. Чеда Мачура) — бубен
- Любіша Опачич (серб. Љубиша Опачић) — гітара

Колишні учасники колективу
- Деян Цукіч (серб. Дејан Цукић) — вокал, гітара
- Ненад Стаматович (серб. Ненад Стаматовић) — гітара
- Влайко Голубович (серб. Влајко Голубовић) — бубен
- Влада Негованович (серб. Влада Неговановић) — гітара

## Дискографія
- Pozitivna geografija (1984)
- Sa druge strane jastuka (1985)
- Jahači magle (1986)
- Prodavnica tajni (1988)
- Muzika na struju (1993)
- Od bižuterije do ćilibara (1997)
- Zmaj od Noćaja (2001)
- Šou počinje u ponoć (2005)
- Daljina, dim i prašina (2012)